# Kurt von Schmalz

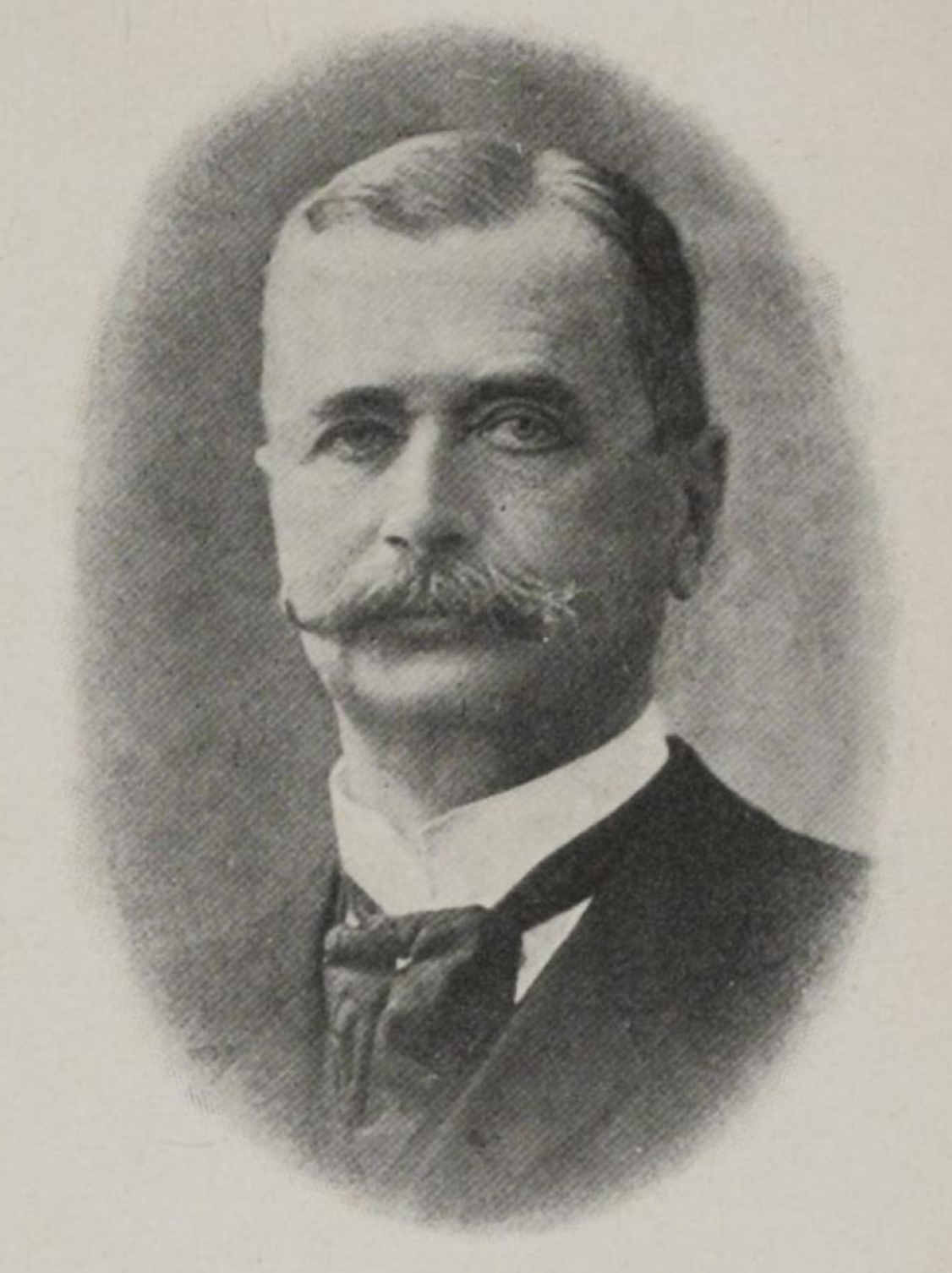
Kurt von Schmalz

Kurt Heinrich Schmalz, seit 1894 von Schmalz (* 28. September 1843 in Radeberg; † 5. Oktober 1919 in Gönnsdorf) war ein sächsischer Generalleutnant.

## Leben

### Herkunft
Schmalz entstammte der sächsischen Familie Schmalz und war Sohn des sächsischen Generalleutnants Ludwig Albert Schmalz. Er heiratete am 8. Januar 1870 Helene von Hausen, einzige Tochter des sächsischen Generalleutnant Clemens von Hausen und bekam mit ihr einen Sohn, den späteren Oberst Arndt von Schmalz.

### Karriere
Schmalz besuchte ab 1858 den Kadettenkorps der sächsischen Armee und wurde nach Bestehung der Offiziersprüfung am 1. April 1862 als Fähnrich dem 15. Infanterie-Bataillon in Bautzen überwiesen. Noch am 26. Juni desselben Jahres avancierte er zum Leutnant unter Versetzung in das 16. Infanterie-Bataillon. Bei der Bundesexekution gegen die Herzogtümer Holstein und Lauenburg von 1863 blieb er mit seinem Bataillon in Sachsen. Nach Ausbruch des Krieges gegen Preußen wurde er als Adjutant in das 15. Infanterie-Bataillon zurückversetzt und beteiligte sich an den Kampfhandlungen, wobei ihm am 10. Juli 1866 die Beförderung zum Oberleutnant erreichte. Nach der Niederlage des Königreich Sachsen und der anschließenden Neuorganisierung der sächsischen Armee wurde er 1867 als Regimentsadjutant in das Grenadier-Regiment „Kaiser Wilhelm, König von Preußen“ (2. Königlich Sächsisches) Nr. 101 versetzt. 1869 wurde er als Adjutant zur 1. Infanterie-Brigade Nr. 45 unter Generalmajor Ernst von Craushaar abkommandiert und rückte in dieser Eigenschaft nach Ausbruch des Krieges gegen Frankreich an die Front, wobei Generalmajor von Craushaar schon bei der Schlacht von Gravelotte in den Händen von Schmalz starb. Der Nachfolger als Brigadekommandeur wurde Generalmajor Hugo Garten. Schmalz nahm nachfolgend u. a. an der Schlacht von Beaumont, der Schlacht bei Sedan und der Belagerung von Paris teil. Im Verlaufe des Konfliktes wurde ihm das Eiserne Kreuz II. Klasse und der sächsische Verdienstorden verliehen. 
Nach Kriegsende kehrte er zu dem Grenadier-Regiment zurück und wurde am 28. August 1871 zum Hauptmann befördert, wobei er als Adjutant zur 23. Division (1. Königlich Sächsische) unter Generalleutnant Georg von Sachsen befehligt wurde. Nach sechsjähriger Verwendung wurde er 1877 als Kompaniechef der 2. Kompanie in das Grenadier-Regiment zurückversetzt. Anfang 1880 wurde er als Adjutant zum Generalkommando befehligt, wo ihm am 23. Dezember 1881 die Beförderung zum Major erreichte und wo er bis 1886 diente. Er wurde dann 1887 als Bataillonskommandeur des II. Bataillons in das Grenadier-Regiment zurückversetzt, in dieser Eigenschaft am 23. Mai 1887 zum Oberstleutnant befördert und 1888 zum etatsmäßigen Stabsoffizier im Regiment ernannt. 1889 wurde er zum Flügeladjutanten des sächsischen Königs Albert ernannt und in dieser Eigenschaft am 20. März 1890 zum Oberst befördert. 1891 wurde er von seiner Position entbunden und zum Regimentskommandeur des Infanterie-Regiments „König Wilhelm II. von Württemberg“ (6. Königlich Sächsisches) Nr. 105 in Straßburg ernannt und in dieser Position am 25. März 1893 zum Generalmajor befördert, wobei er am 7. April 1894 zum Brigadekommandeur der 2. Infanterie-Brigade Nr. 46 ernannt wurde. Im selben Jahr wurde er auch zusammen mit seinem Sohn in den erblichen Adelsstand erhoben und erhielt die Erlaubnis sich von Schmalz zu nennen. 1897 gab er seine Brigade an Generalmajor Leo von Carlowitz ab und wurde zum Stadtkommandanten von Dresden ernannt. In dieser Position erhielt er am 17. April 1898 den Charakter eines Generalleutnants. Unter Genehmigung seines Abschiedsgesuches wurde er am 23. März 1901 unter Verleihung des Komturkreuz I. Klasse des sächsischen Verdienstordens zur Disposition gestellt. Im Ruhestand wurde er 1902 Vorsitzender der Dresdner Ortsgruppe des Konservativer Landesverein in Sachsen und blieb bis 1905 in dieser Eigenschaft.
Im Ersten Weltkrieg diente er als Territorialdelegierter der freiwilligen Krankenpflege.